# Lithoxancistrus orinoco
Lithoxancistrus orinoco – gatunek słodkowodnej ryby sumokształtnej z rodziny zbrojnikowatych (Loricariidae), jedyny przedstawiciel rodzaju Lithoxancistrus.

## Zasięg występowania
Dorzecze Orinoko na terenie Kolumbii i Wenezueli.

## Taksonomia
Gatunek opisany naukowo przez Isbrückera, Nijssena i Calę w 1988. 
Miejsce typowe to Orinoko przy wodospadzie niedaleko ujścia Río Tuparro na terenie departamentu Vichada w Kolumbii. Gatunek opisano na podstawie 5 osobników jako różniący się od wszystkich rodzajów zbrojników. Autorzy utworzyli dla niego rodzaj Lithoxancistrus w obrębie Ancistrini, stawiając dość ogólnikową diagnozę i zaznaczając, że relacje pokrewieństwa nowego gatunku z innymi zbrojnikami nie są jasne, ale przypuszczali, że jego najbliższymi krewnymi są przedstawiciele rodzaju Pseudancistrus.
W 2004 Jonathan Armbruster zakwestionował diagnozę rodzaju Lithoxancistrus wykazując, że jedna z cech diagnostycznych (obecność dużych brodawek zlokalizowanych za każdą kością szczękową) występuje też u innych zbrojnikowatych, w tym Pseudancistrus spp., Guyanancistrus spp. oraz u Hemiancistrus megacephalus. Armbruster przeniósł L. orinoco do rodzaju Pseudancistrus, a nazwę Lithoxancistrus uznał za jego synonim.
Badania molekularne, których wyniki opublikowano w 2012, dowiodły zasadności decyzji Isbrückera i jego współpracowników o utworzeniu rodzaju Lithoxancistrus.

### Etymologia
Nazwa rodzajowa Lithoxancistrus pochodzi od połączenia nazw Lithoxus i Ancistrus – 2 rodzajów w obrębie podrodziny Ancistrinae. Epitet gatunkowy orinoco nawiązuje do miejsca typowego.

## Cechy charakterystyczne
L. orinoco jest najbardziej zbliżony morfologicznie do przedstawicieli rodzaju Pseudancistrus. Podobnie jak one ma hypertroficzne odontody wzdłuż krawędzi otworu gębowego. Różni się od nich kształtem i długością odontod oraz obecnością dużych brodawek po bokach pyska. Ciało ma ciemne do lekko cętkowanego z paskami lub plamami na płetwach. Dorosłe osobniki osiągają ok. 10 cm długości całkowitej (TL).
Biologia i ekologia tego gatunku nie zostały poznane.

## Znaczenie gospodarcze
Ze względu na małe rozmiary L. orinoco nie ma znaczenia gospodarczego, poza akwarystyką. W numeracji L wpisany został pod numerem L126.